# Andreas Jossen
Andreas Jossen (* 1963) ist ein deutscher Elektroingenieur und Professor für elektrische Energiespeichertechnik an der Technische Universität München (TUM).

## Leben und Wirken
Andreas Jossen studierte Elektrotechnik an der Universität Stuttgart. Danach folgte eine Anstellung als wissenschaftlicher Mitarbeiter am Lehrstuhl für Theorie der Elektrotechnik der Universität Stuttgart, wo er auf dem Gebiet der Energiespeicherung für fotovoltaische Systeme arbeitete. 1994 wurde er mit einer Dissertation über die "Betriebsführung photovoltaischer Anlagen mit Energiespeichern" an der Universität Stuttgart promoviert. Anschließend leitete er bis 2010 eine Forschungsgruppe auf dem Gebiet der Batteriesystemtechnik am Zentrum für Sonnenenergie- und Wasserstoff-Forschung Baden-Württemberg (ZSW) in Ulm. 1999 war er Mit-Gründer der Firma BaSyTec GmbH, einem akademischen Spin-Off des ZSW, deren Mit-Gesellschafter er noch ist (Stand: 2019).
Zum 1. Mai 2010 wurde Andreas Jossen auf die Professur für Elektrische Energiespeichertechnik im Department of Energy and Process Engineering in der TUM School of Engineering and Design an die Technische Universität München berufen.
Andreas Jossen ist Editor-in-Chief für die Open-Access-Fachzeitschrift Batteries, die im wissenschaftlichen Fachverlag MDPI erscheint. Außerdem ist er Mitglied im Kongressbeirat des Batterieforum Deutschland, das jährlich vom Kompetenznetzwerk Lithium-Ionen-Batterien e.V. (KLiB) veranstaltet wird, und Mit-Autor des deutschsprachigen Buchs "Moderne Akkumulatoren richtig einsetzen".

## Forschungsschwerpunkte
Seit der Berufung an die Technische Universität München im Jahr 2010 liegt der wissenschaftliche Fokus von Andreas Jossen auf elektrochemischen Energiespeichern für Anwendungen im stationären, mobilen und portablen Bereich. Von besonderem Forschungsinteresse sind die Charakterisierung, die Modellbildung sowie Betriebsstrategien von Speichersystemen und Fragen zum Batteriemanagement.
Andreas Jossen hat als Erst- oder Letztautor an einer Vielzahl von wissenschaftlichen Publikationen mitgewirkt. Darüber hinaus sind ihm diverse Patente und Patentanmeldungen zugeordnet.

## Veröffentlichungen (Auswahl)
- A. Jossen: Fundamentals of battery dynamics. In: Journal of Power Sources. Band 154, Nr. 2, 21. März 2006, S. 530 bis 538, doi:10.1016/j.jpowsour.2005.10.041.
- A. Jossen: Battery Management. In: Valve-Regulated Lead-Acid Batteries. Elsevier, 2004, ISBN 978-0-444-50746-4, S. 207 bis 240, doi:10.1016/b978-044450746-4/50010-6.
- S. Piller, M. Perrin, A. Jossen: Methods for state-of-charge determination and their applications. In: Journal of Power Sources. Band 96, Nr. 1, 1. Juni 2001, S. 113 bis 120, doi:10.1016/S0378-7753(01)00560-2.
- A. Jossen, V. Spath, H. Doring, J. Garche: Battery management systems (BMS) for increasing battery life time. In: 21st International Telecommunications Energy Conference. INTELEC '99 (Cat. No.99CH37007). IEEE, 1999, doi:10.1109/intlec.1999.794018.
- A. Jossen, V. Späth, H. Döring, J. Garche: Reliable battery operation - a challenge for the battery management system. In: Journal of Power Sources. Band 84, Nr. 2, Dezember 1999, S. 283 bis 286, doi:10.1016/S0378-7753(99)00329-8.
- Andreas Jossen bei IMDb